# UA:Persjyj
Persjyj (ukrainska: Перший, 'UA:Först') är den ukrainska statstelevisionens kanal 1. Den är den enda kanalen i landet som täcker mer än 97 procent av Ukrainas territorium. Den är en allmän public service-kanal med innehåll riktat mot alla delar av det ukrainska samhället. Särskilda fokusområden är nyheter, populärvetenskap, kultur, underhållning och idrott. Kanalens nuvarande namn är från 2015.

## Historia
Den ukrainska TV-historien började 1939, med en 40 minuter lång provsändning. Nästa sändning skedde 6–7 november 1951, då man sände från en TV-studio i Kiev i samband med revolutionsdagsfirandet. Därefter etablerades under 1950-talet återkommande sändningar, dock med glesa mellanrum.

### Från UT-1 till Persjyj
1965 inleddes marknadsföringen av TV-sändningarna via förkortningen "YT" (förkortning för Ukrainske Telebachenny – 'ukrainska televisionen'). 1972 startades även sändningar i en andra kanal, vilket ledde till de båda förkortningarna "YT-1" (UT-1) och "YT-2" (UT-2). Kanalen var länge den dominerande kanalen i Ukraina, en position som den på senare år förlorat via lanserandet av ett stort antal kommersiella TV-kanaler.

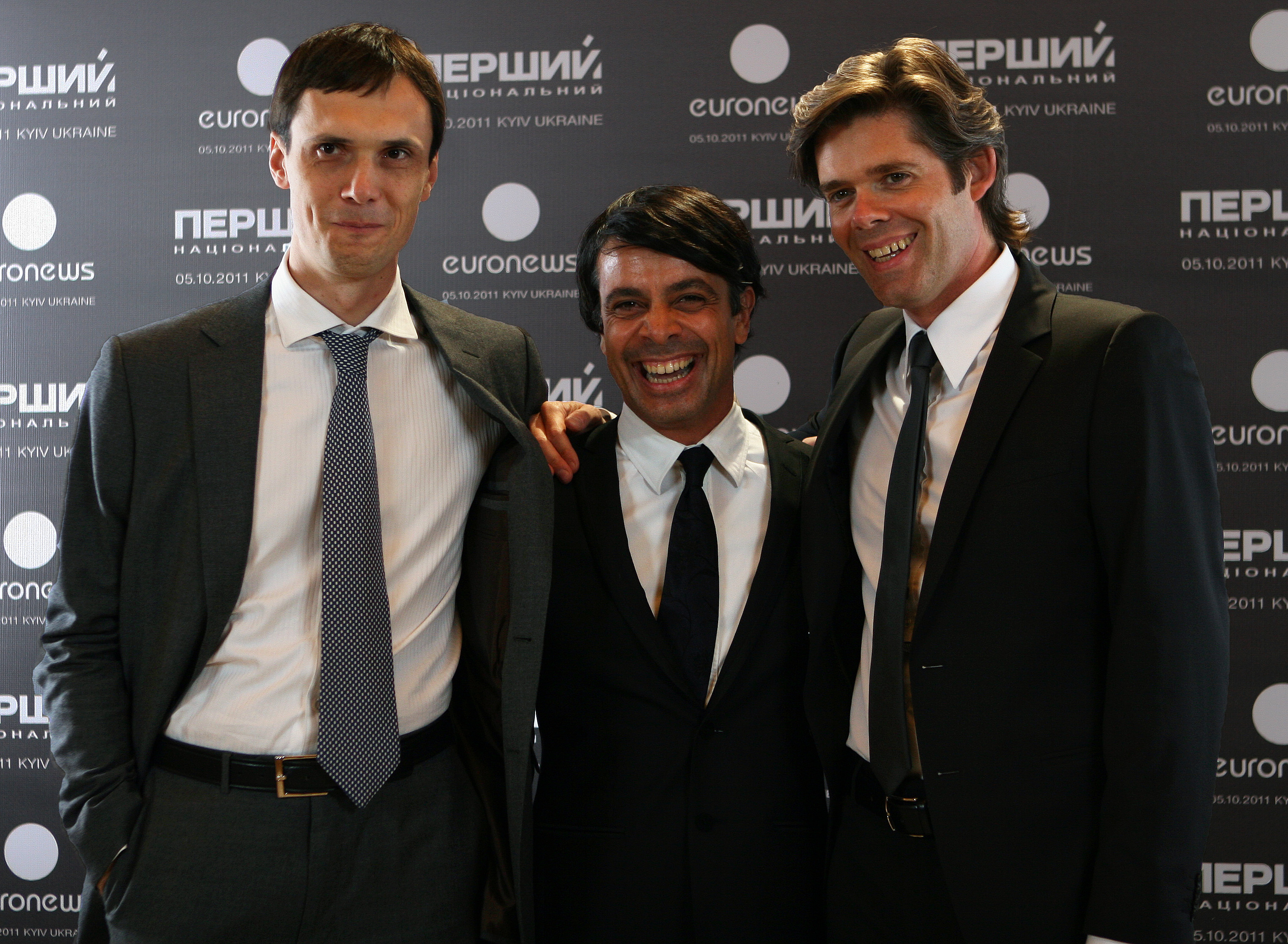
Presentation av nytt samarbete 2011 mellan kanalen och Euronews.

1998 bytte statstelevisionens första kanal namn till Persjyj Natsionalnyj. Namnbytet förtydligades genom den logotyp från 2008 som fokuserade på ordet Persjyj.
2009/2010 skedde oklara förändringar i ledningen av det statliga TV-bolaget.

### Nylansering 2015
7 april 2015 gjordes en större omgörning av kanalen till UA:Persjyj, till följd av en ny ukrainsk TV-lag. TV-lagen och förändringen skedde mot bakgrund av Rysslands annektering av Krim och engagemang i den pågående konflikten i östra Ukraina samt andra relaterade ukrainska åtgärder. TV-lagen syftade också på att omvandla det statliga etermediebolaget till ett ukrainskt public service-bolag (av västeuropeiskt snitt).

## Namnhistorik
Kanalen har historiskt burit följande namn:
- Ukrainske Telebatjennyja (1 februari 1939–5 mars 1972)
- UT-1 (6 mars 1972–6 februari 1998)
- Persjyj Natsionalnyj (7 februari 1998–7 april 2015)
- UA:Persjyj (från 7 april 2015)

### Logotypförändringar
Nedan visas kanalens olika logotyper från olika eror.

1991–1997.
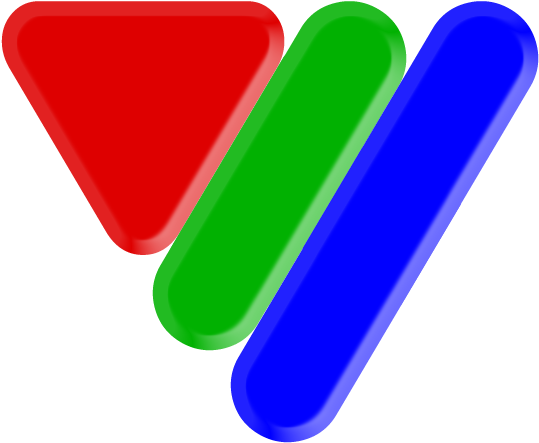
1997–1998.
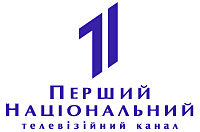
1998–2005.
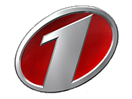
2005–2008.
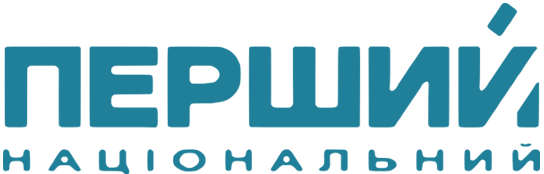
2008–2015.
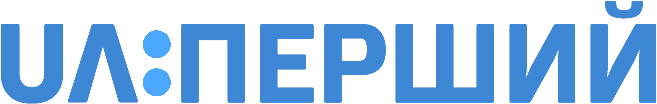
2015–.

## Produktion och innehåll
Kanalen delar sändningsutrymme med systerkanalen Era, som sänder TV-morgonprogram mellan 06:00 och 09:00 samt någon timme runt midnatt.
Kanalen sänder sitt material på ukrainska.

## Källhänvisningar
1. ↑  "Про канал: Історія каналу". Arkiverad 22 maj 2011 hämtat från the Wayback Machine. 1tv.com.ua. Läst 1 september 2014. (ukrainska)
2. ↑  Natalya Ligacheva (2010-03-25): "TV-managed democracy coming soon to nation". Kyivpost.com. Läst 30 augusti 2014. (engelska)
3. ↑  ”UA: Суспільне мовлення” (på ukrainska). 1tv.com.ua. 7 april 2015. Arkiverad från originalet den 28 maj 2017. https://web.archive.org/web/20170528051158/http://www.1tv.com.ua/news/channel/67485. Läst 13 maj 2017.
4. ↑  Miller, Christopher/Specia, Megan (2 april 2015). ”Ukraine is banning films and TV shows that glorify Russia's military” (på engelska). mashable.com. http://mashable.com/2015/04/02/ukraine-ban-russian-films/#sYy2ekmibOqm. Läst 13 maj 2017.
5. ↑  ”Is there a deterioration of press freedom in Ukraine?” (på engelska, ukrainska). detector.media. 18 augusti 2016. http://detector.media/community/article/117851/2016-08-16-is-there-a-deterioration-of-press-freedom-in-ukraine/. Läst 14 maj 2017.